# ۴۹۴ (پیش از میلاد)
۴۹۴ (پیش از میلاد) ۴۹۴مین سال قبل از تقویم میلادی است.

## رویدادها
- ایران یونیه را در جنگ لاده بازپس‌گرفت.